# Jiří Pelikán (šachista)
Jiří (Jorge) Pelikán (23. dubna 1906 Častolovice – červenec 1984 Chacabuco, Argentina) byl česko-argentinský šachista.

## Život
Ve třicátých letech se Pelikán účastnil řady evropských šachových turnajů. Na turnaji v Poděbradech v roce 1936 se mu povedlo uhrát remizu s někdejším šachovým velmistrem Alexandrem Alexandrovičem Aljechinem. Mimo jiné Pelikán také reprezentoval Československo na třech šachových olympiádách: v roce 1935 ve Varšavě, kdy na turnaji dosáhl druhého nejlepšího individuálního výsledku, v roce 1937 ve Stockholmu a v roce 1939 v argentinském Buenos Aires. Účastnil se také neoficiální šachové olympiády v Mnichově v roce 1936.
Po vypuknutí druhé světové války se rozhodl, stejně jako řada dalších hráčů (například Mieczysław Najdorf, Erich Eliskases či týmový kolega Karel Skalička-Mitovský), zůstat v Argentině. Usadil se ve městě Chacabuco v provincii Buenos Aires. Pravidelně se účastnil argentinských šachových turnajů a brzy se stal předním argentinským šachistou. Vyhrál první argentinský koršach. V roce 1965 mu FIDE udělila titul Mezinárodní mistr.